# Georgi Iwanowitsch Schpak

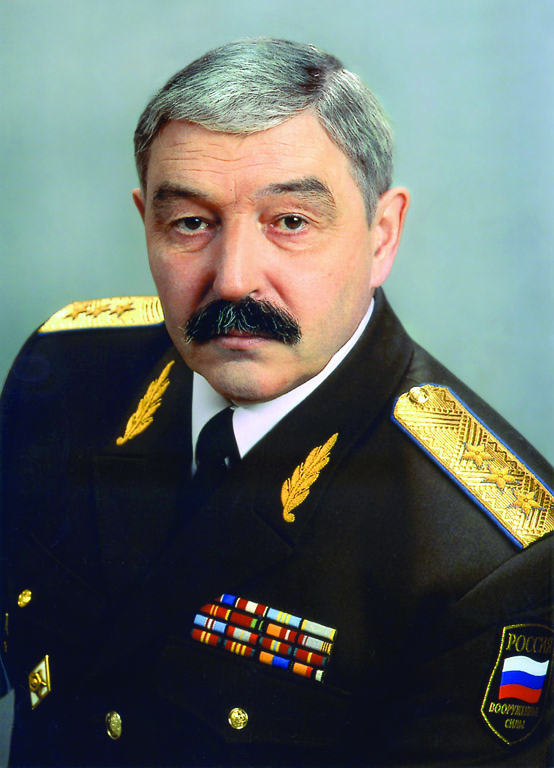
Georgi Schpak

Georgi Iwanowitsch Schpak (russisch Георгий Иванович Шпак; * 8. September 1943 in Ossipowitschi, Belarussische SSR) ist ein russischer Offizier.

## Biographie
Nach dem Abschluss der Frunse-Akademie in Moskau 1978 mit Auszeichnung beteiligte sich Schpak ab 1979 an der sowjetischen Intervention in Afghanistan und befehligte dabei das 350. sowjetische Garde-Fallschirmregiment. In den folgenden Jahren war Schpak Stabschef und somit stellvertretender Kommandant der Luftlandedivision der Sowjettruppen in Afghanistan. Von 1988 bis 1989 war er zunächst stellvertretender Befehlshaber der kombinierten Waffenarmee der sowjetischen Bodentruppen im Militärbezirk Odessa, anschließend bis 1991 Kommandeur der kombinierten Waffenarmee der sowjetischen Bodentruppen in Karelien.
Von 1996 bis 2003 war er als Generaloberst Oberbefehlshaber der russischen Luftlandetruppen.
Von 2004 bis 2008 war Schpak Gouverneur der Oblast Rjasan als Mitglied der Partei Gerechtes Russland.